# Duygu Keser
Duygu Keser (* 2. März 1990 in Izmir) ist eine türkische Schauspielerin.

## Leben und Karriere
Duygu Keser wurde am 26. Januar 1996 in Istanbul geboren. Ihr Debüt gab sie 2010 in der Fernsehserie Elde Var Hayat. Danach war Keser 2013 in dem Film Gelmeyen Bahar zu sehen. Von 2014 bis 2015 bekam sie in der Serie Alın Yazım die Hauptrolle. Anschließend trat sie 2019 in dem Film Kim Daha Mutlu? auf. Außerdem spielte Keser 2022 in der Serie Aşk ve Umut mit.

## Filmografie (Auswahl)
- 2010–2012: Elde Var Hayat (Fernsehserie, 72 Episoden)
- 2013: Gelmeyen Bahar
- 2014–2015: Alın Yazım (Fernsehserie, 234 Episoden)
- 2019: Kim Daha Mutlu?
- 2022: Aşk ve Umut (Fernsehserie, 2 Episoden)